# Alchemilla pectiniloba
Alchemilla pectiniloba é uma espécie de rosácea do gênero Alchemilla, pertencente à família Rosaceae.